# Paul Capon
Harry Paul Capon (geboren am 18. Dezember 1912 in Kenton Hall, Suffolk; gestorben am 24. November 1969 in Hampstead, London) war ein britischer Schriftsteller.

## Leben
Kenton war der Sohn des Farmers Harry Urban Capon und von Bessie Martha, geborene Gooderham und besuchte die St. George’s School in Harpenden, Hertfordshire.
Er arbeitete in verschiedenen Bereichen der Filmindustrie unter anderem als Filmeditor und Drehbuchautor. In den 1930er Jahren machte er den Schnitt bei drei Filmen von Maurice Elvey, unter anderem bei The Clairvoyant (1934) mit Claude Rains in der Hauptrolle. Von 1941 bis 1944 war er technischer Leiter der sowjetischen Filmagentur, von 1955 bis 1957 Schnittmeister bei Disney in England und von 1963 bis 1967 Leiter der Filmabteilung bei Independent Television News.
Neben seiner Arbeit beim Film war Capon Verfasser von über 30 Romanen, darunter ein Großteil Krimis, neun Science-Fiction-Romane, sowie einige Jugendbücher. Zu seinen SF-Werken zählt die Antigeos-Trilogie, in der irdische Astronauten eine Gegenerde entdecken, auf der sich eine utopische Gesellschaft entwickelt hat.
Capon war verheiratet mit Doreen Evans-Evans, mit der er zwei Kinder hatte. Die Ehe wurde 1951 geschieden. In zweiter Ehe heiratete er 1956 Amy Charlotte Gillam.

## Bibliografie
Antigeos (Romanserie)
- 1 The Other Side of the Sun (1950)
- 2 The Other Half of the Planet (1952)
- 3 Down to Earth (1954)

Sarm (Romanserie)
- 1 Warrior’s Moon (1960)
- 2 The Kingdom of the Bulls (1961)

Romane
- Battered Caravanserai (1942)
- Brother Cain (1945)
- Hosts of Midian (1946)
- Dead Man's Chest (1947)
- The Murder of Jacob Canansay (1947)
- Fanfare for Shadows (1947)
- O Clouds Unfold (1948)
- Image of a Murder (1949)
- Toby Scuffel (1949)
- Threescore Years (1950)
- Delay of Doom (1950)
- No Time for Death (1951)
- Death at Shinglestrand (1951, auch als Murder at Shinglestrand)
- Death on a Wet Sunday (1952)
- In All Simplicity (1953)
- The World at Bay (1953)
  - Deutsch: Schwarzer Stern Nero. Übersetzt von M. F. Arnemann. Pabel (Utopia-Großband #122), 1960.
- The Seventh Passenger (1953)
- Malice Domestic (1954)
- Phobos, the Robot Planet (1955, auch als Lost: A Moon)
- Thirty Days Hath September (1955)
- The Wanderbolt (1955)
- Margin of Terror (1955)
- Into the Tenth Millennium (1956)
- The Cave of Cornelius (1959, auch als The End of the Tunnel)
- Flight of Time (1960)
- Amongst Those Missing (1959)
- Lord of the Chariots (1962)
- The Golden Cloak (1962)
- Strangers on Forlorn (1969)
- Roman Gold (1968)
- The Final Refuge (1969)

Sachliteratur
- The Great Yarmouth Mystery (1965)

## Filmografie
- Road House (Schnitt, 1934)
- The Clairvoyant (Schnitt, 1934)
- Play Up the Band (Schnitt, 1935)
- Heat Wave (Schnitt, 1935)
- Radio Lover (Regie mit Austin Melford, 1936)